# Horizocerus
Horizocerus — рід птахів родини птахів-носорогів (Bucerotidae). Включає 2 види. Поширені в тропічній Африці.

## Класифікація
- Токо чорний[1] (Horizocerus hartlaubi)
- Токо білочубий[1] (Horizocerus albocristatus)